# Flinder Boyd
Flinder Boyd (* 12. Februar 1980 in San Francisco, Kalifornien) ist ein ehemaliger Basketballspieler. Nach seiner Geburt US-Amerikaner, nahm Boyd nach dem Studium in seinem Heimatland die britische Staatsbürgerschaft seines Vaters an. Damit spielte er als Profi insbesondere in Frankreich, Spanien und in der British Basketball League und fiel so nicht unter Ausländerregelungen in Europa. Als Brite wurde er dann auch in die britische Basketballnationalmannschaft berufen und nahm an der EM-Endrunde 2009 in Polen teil. Durch Verletzungen verpasste er sowohl die Teilnahme an der EM-Endrunde 2011 wie auch an den Olympischen Spielen 2012 in London, die ihn zum Karriereende im März 2012 zwangen.

## Karriere

### Dartmouth College (1998 bis 2002)
Boyd ging zum Studium an die Ostküste der Vereinigten Staaten und studierte am Dartmouth College, dessen Hochschul-Sportmannschaft Big Green in der Ivy League der NCAA spielt. Während die Big Green innerhalb der Ivy League im American Football recht erfolgreich sind, liegen die Erfolge im Basketball weit zurück. In den 1940er Jahren verlor man während des Zweiten Weltkrieges zweimal jeweils das Finalspiel der NCAA Division I Basketball Championship. Boyd erzielte während seiner vierjährigen Collegekarriere über 1.000 Punkte und ist in der ewigen Bestenliste der Big Green der Spieler mit den meisten Korbvorlagen (585), zudem hat er mit 16 Assists die meisten Vorlagen innerhalb eines einzelnen Spiels gegeben.

### Ligue Nationale de Basket in Frankreich (2002 bis 2006)
Nach seinem Studium ging Boyd 2002 als Profi nach Frankreich und spielte in der ersten französischen Liga LNB Pro A für Saint Thomas Basket in Le Havre auf Korbjagd. In der Abschlusstabelle erreichte man den achten Platz und qualifizierte sich erstmals für die Play-offs um die französische Meisterschaft, wo man jedoch in der ersten Runde gegen den späteren Meister EB Pau-Orthez ausschied. Boyd konnte sich nicht in den Vordergrund spielen und wechselte für die folgende Spielzeit in die zweite Staffel Pro B der LNB. Nach einer Spielzeit bei ALM Basket in Évreux wechselte er zur Basketballmannschaft des FC Mulhouse, mit der er den fünften Platz in der Abschlusstabelle 2005 erreichte. Anschließend wechselte er dann zum Ligakonkurrenten L’Hermine aus Nantes, die jedoch nur den 15. Platz von 18 Mannschaften erreichten.

### Spanische LEB und Britische Nationalmannschaft (2006 bis 2009)
Für die Spielzeit 2006/07 wechselte Boyd in die dritte spanische Liga LEB Plata zum Club Instituto Rosalía de Castro aus dem galicischen Santiago de Compostela, mit denen er unter dem Sponsorennamen „Beirasar“ die Meisterschaft dieser Liga gewann und in die LEB Oro aufstieg. In der folgenden Spielzeit erreichte man als Aufsteiger die Play-offs um die Aufstiegsplätze in die Liga ACB, in denen man in der ersten Runde gegen den späteren Sieger und Aufsteiger Bruesa GBC verlor. Nach der Vergabe der Olympischen Spiele 2012 nach London wurde die britische Basketballnationalmannschaft neu formiert und Boyd 2008 erstmals in den Kader der Nationalmannschaft berufen. Im Januar 2009 wechselte er dann auch in die British Basketball League zu den Riders aus Leicester, mit denen er in den Halbfinal-Play-offs um die Meisterschaft ausschied. Nachdem er schon zum Ende der Spielzeit mit Leistenproblemen zu kämpfen hatte, absolvierte er während der EM-Endrunde 2009 noch alle drei Vorrundenspiele für die britische Nationalmannschaft, bevor er längere Zeit aussetzte. Bei der ersten EM-Endrundenteilnahme einer britischen Nationalmannschaft verlor man alle drei Spiele gegen die späteren Halbfinalteilnehmer Slowenien, Spanien und Serbien.

### Comeback in der spanischen LEB Oro und Karriereende in England (2010 bis 2012)
Nachdem Boyd beim britischen Meister, den Eagles aus Newcastle upon Tyne, im Januar 2010 kurzzeitig unter Vertrag gestanden hatte, versuchte er im Februar 2010 ein Comeback beim spanischen Zweitligisten Aguas de Sousas aus Ourense. Ourense erreichte am Ende den 15. Platz von 18 Mannschaften und konnte damit den Abstieg vermeiden. In der folgenden Spielzeit absolvierte er zwölf Spiele beim Klub aus dem slowakischen Prievidza und war am Ende der Spielzeit noch für ein Spiel bei der traditionsreichen Basketballmannschaft von AEK Athen in der griechischen A1 Ethniki aktiv. Während AEK unter schweren finanziellen Problemen zu leiden hatte und in die zweite Klasse abstieg, verpasste Boyd nach Verletzungsproblemen die Teilnahme an der EM-Endrunde 2011. In der Spielzeit 2011/12 kehrte Boyd zu den Leicester Riders zurück, beendete aber im Frühjahr 2012 seine aktive Karriere vorzeitig ohne die erwünschte Teilnahme an den Olympischen Spielen 2012 in London.